# 蘭迪·韋伯
蘭迪·韋伯（英語：Randy Weber；1953年7月2日—）是美国的一位政治人物。自2013年開始，他是德克薩斯州第14選區選出的聯邦眾議員。他的黨籍是共和黨。在當選國會議員之前，韋伯曾經是德克薩斯州眾議院第29選區的眾議員。